# ليفي شويبي
ليفي شويبي (بالهولندية: Levi Schwiebbe)‏ (13 سبتمبر 1986 بخاودا في هولندا - ) هو لاعب كرة قدم هولندي في مركز الوسط. لعب مع أدو دين هاغ وأغوف أبيلدورن ونادي فولندام ونادي هارلم وSVV Scheveningen ‏.

## روابط خارجية
- ليفي شويبي على موقع قاعدة بيانات كرة القدم.إي يو (الإنجليزية)
- ليفي شويبي على موقع Soccerway.com (الإنجليزية)